# Edmund Dulac
Edmund Dulac (nascido em Edmond Dulac; Toulouse, 22 de outubro de 1882 – Londres, 25 de maio de 1953) foi um ilustrador de revistas, ilustrador de livros e designer de selos orientalista franco-britânico. Nascido em Toulouse, estudou Direito, mas depois se voltou para o estudo da Arte na École des Beaux-Arts. Ele se mudou para Londres no início do século XX e em 1905 recebeu sua primeira comissão para ilustrar os romances das Irmãs Brontë. Durante a Primeira Guerra Mundial, Dulac produziu livros de socorro e quando, depois da guerra, quando o mercado de livros infantis de luxo encolheu, ele recorreu a ilustrações de revistas, entre outros empreendimentos. Ele projetou cédulas bancárias durante a Segunda Guerra Mundial e selos postais, principalmente aqueles que anunciavam o início do reinado da Rainha Isabel II.

## Início da vida e carreira
Nascido em Toulouse, França, iniciou sua carreira estudando Direito na Universidade de Toulouse. Ele também estudou arte, mudando para ele em período integral depois de se cansar da lei e de ganhar prêmios na Ecole des Beaux Arts. Ele passou um período muito breve na Académie Julian, em Paris, em 1904, antes de se mudar para Londres.

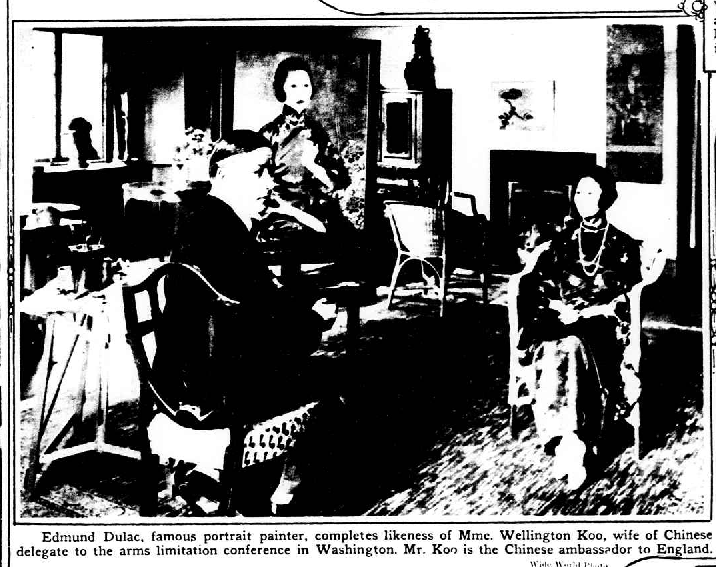
Dulac pintando a Sra. Wellington Koo, por volta de 1921.

Instalando-se no Holland Park, em Londres, o francês de 22 anos foi contratado pela editora J. M. Dent para ilustrar Jane Eyre. e outros nove volumes de obras das irmãs Brontë. Tornou-se colaborador regular da The Pall Mall Magazine e ingressou no London Sketch Club, que o apresentou aos principais ilustradores de livros e revistas da época. Com isso, ele iniciou uma associação com as Leicester Galleries e a Hodder & Stoughton; a galeria encomendou ilustrações de Dulac, que eles venderam em uma exposição anual, enquanto os direitos de publicação das pinturas foram ocupados por Hodder & Stoughton para reprodução em livros ilustrados, publicando um livro por ano. Os livros produzidos sob esse arranjo por Dulac incluem Stories from The Arabian Nights (1907) com cinquenta imagens coloridas; uma edição de The Tempest (1908), de William Shakespeare, com quarenta ilustrações coloridas; The Rubaiyat de Omar Khayyam (1909) com vinte imagens coloridas; The Sleeping Beauty and Other Fairy Tales (1910); Stories from Hans Christian Andersen (1911); The Bells and Other Poems by Edgar Allan Poe (1912) com 28 imagens coloridas e muitas ilustrações monótonas; e a Princess Badoura (1913).
Dulac se tornou um cidadão britânico naturalizado em 17 de fevereiro de 1912.
Durante a Primeira Guerra Mundial, ele contribuiu para livros de auxílio, incluindo o King Albert's Book (1914), Princess Mary's Gift Book e, incomumente, o seu próprio Edmund Dulac's Picture-Book for the French Red Cross (1915), incluindo vinte imagens coloridas. Hodder e Stoughton também publicaram The Dreamer of Dreams (1915), incluindo 6 imagens coloridas - uma obra composta pela então Rainha da Romênia.
Dulac foi casado duas vezes: Alice May de Marini, americana (casados em 1903; divórcio em 1904). Elsa Arnalice Bignardi (casados em 1911; sepultamento ou divórcio em 1924).
Depois que Dulac se separou de sua esposa em 1924, ele viveu com a escritora britânica Helen Beauclerk até sua morte em 1953. Dulac freqüentemente a usava como modelo para suas ilustrações e ilustrava seus dois romances, The Green Lacquer Pavilion (1926) e The Love of the Foolish Angel (1929).

## Vida posterior
Após a guerra, o livro ilustrado da edição deluxe se tornou uma raridade e a carreira de Dulac nesse campo terminou. Seus últimos livros desse tipo foram Edmund Dulac's Fairy Book (1916), Tanglewood Tales (1918) (incluindo 14 imagens coloridas) e The Kingdom of the Pearl (1920). No entanto, sua carreira continuou em outras áreas, incluindo caricaturas de jornais (especialmente no The Outlook), retratos, roupas de teatro e cenografia, estantes de livros, caixas de chocolate, medalhas e vários gráficos (especialmente para o Mercury Theatre, Notting Hill Gate).
Ele também produziu ilustrações para o The American Weekly, pertencente à cadeia de jornais Hearst na América e no Country Life da Grã-Bretanha. A Country Life Limited (Londres) publicou Gods and Mortals in Love (1935) (incluindo 9 imagens coloridas) com base em várias contribuições feitas por Dulac à Country Life anteriormente. The Daughter of the Stars (1939) foi mais uma publicação para se beneficiar da obra de arte de Dulac — devido a restrições relacionadas ao início da Segunda Guerra Mundial, esse título incluía apenas duas imagens coloridas. Ele continuou a produzir livros para o resto de sua vida, mais do que qualquer um de seus contemporâneos, embora estes fossem menos frequentes e menos luxuosos do que durante a Era de Ouro.
No meio de sua comissão final do livro (Comus, de Milton), Dulac morreu de ataque cardíaco em 25 de maio de 1953 em Londres.

## Design de carimbo
Ele projetou selos postais para a Grã-Bretanha, incluindo o selo postal emitido para comemorar a coroação do Rei Jorge VI, emitida em 13 de maio de 1937. O chefe do rei usado em todos os selos desse reinado foi seu design e também projetou os valores 2s 6d e 5s para os definitivos de alto valor da "série de armas" e contribuiu com designs para os conjuntos de selos emitidos para comemorar os Jogos Olímpicos de Verão de 1948 e o Festival da Grã-Bretanha.

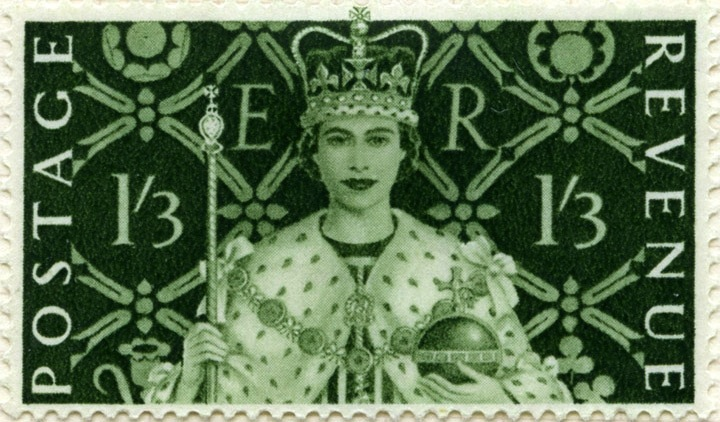
Dulac projetou o selo de coroação de 1953 denominado 1/3

Dulac foi um dos designers dos selos da série Wilding, que foram os primeiros selos definitivos do reinado da Rainha Isabel II. Ele foi responsável pela moldura em torno da imagem da rainha nos valores 1s, 1s 3d e 1s 6d, embora sua imagem da rainha tenha sido rejeitada em favor de um retrato fotográfico de Dorothy Wilding, no qual ele fez algumas modificações manualmente. Ele também projetou o selo de valor 3d do conjunto emitido para comemorar a coroação da Rainha Isabel II mas ele morreu pouco antes de ser emitido.
Dulac desenhou selos (série Marianne de Londres) e notas para a França Livre durante a Segunda Guerra Mundial. No início dos anos 40, Edmund Dulac também preparou um projeto para uma nota polonesa de 20 zlotíquias para o Banco da Polônia (Bank Polski). Esta nota (impressa na Inglaterra em 1942, mas datada de 1939) foi encomendada pelo governo polonês no exílio e nunca foi emitida.